# سیارک ۵۶۵۲
سیارک ۵۶۵۲ (به انگلیسی: 5652 Amphimachus، نامگذاری:1992HS3) پنج هزار و ششصد و پنجاه و دومین سیارک کشف شده‌است که در ۲۴ آوریل ۱۹۹۲ کشف شد.
قدر مطلق سیارک برابر ۹٫۸۰ است.